# Hafis Bertschinger

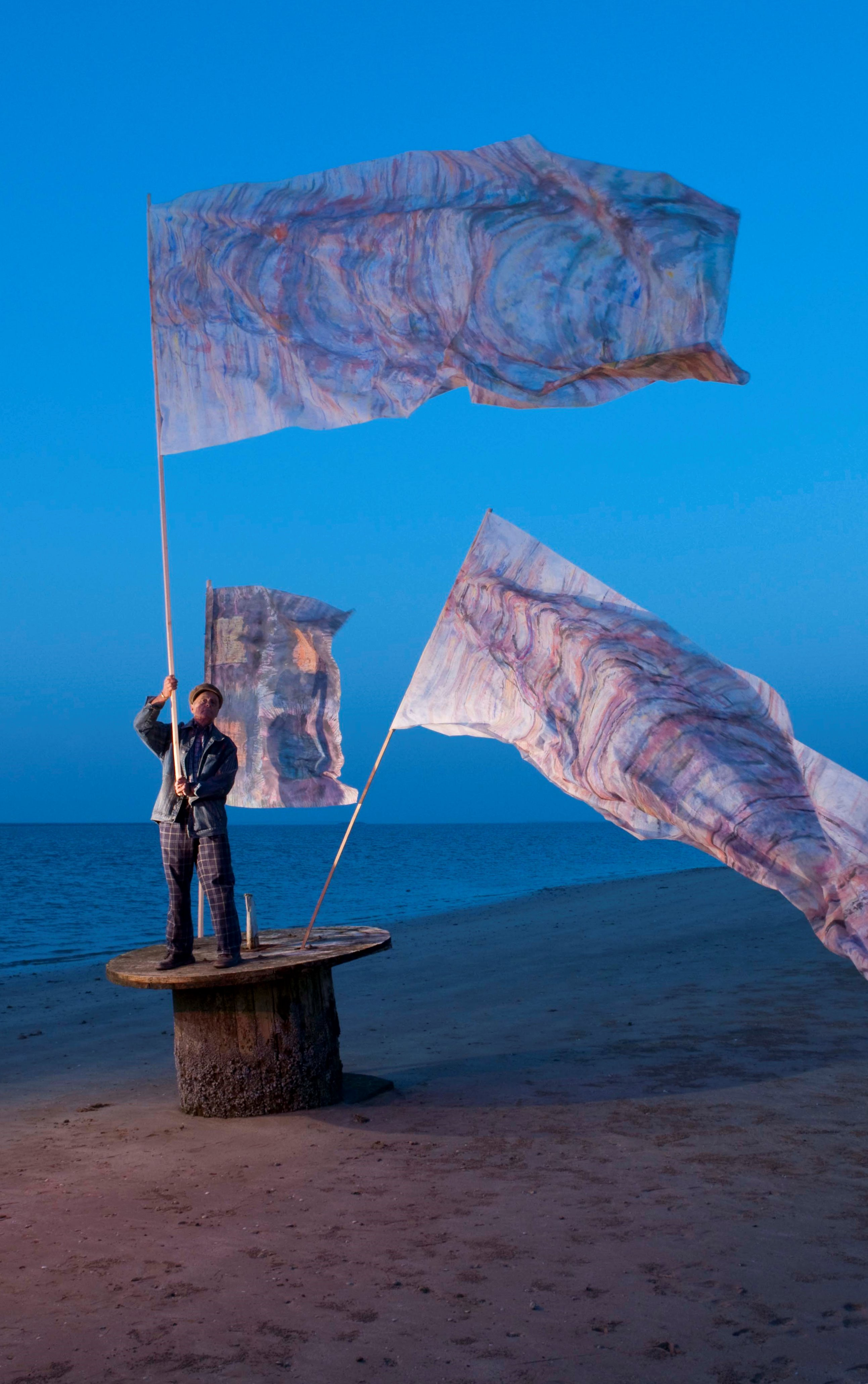
Hafis am Strand von Dubai

Hafis Joachim Bertschinger, genannt Hafis (* 12. August 1933 in Bhamdoun, Libanon; † 22. Juli 2024 in der Schweiz), war ein Schweizer Künstler mit libanesischen Wurzeln. Er arbeitete vornehmlich als Bildhauer und Maler, aber auch als Schriftsteller und Designer. Bertschinger war Mitglied der Gesellschaft Schweizerischer Maler, Bildhauer und Architekten (GSMBA/Visarte). Er lebte und arbeitete in Freiburg im Üechtland und hatte je ein Atelier in Japan und Marokko.

## Leben
Bertschinger war Sohn eines Schweizer Missionars und einer Libanesin. Bis zum Alter von 12 Jahren wuchs er im Libanon zusammen mit seinen fünf Geschwistern auf. Nach dem Zweiten Weltkrieg und dem Tod seines Vaters siedelte die Familie 1946 in die Schweiz nach Zürich über. 1955 wurde Bertschingers Sohn Kim geboren.
Nach seinem Abitur in London studierte Bertschinger ebendort an der Slade School Bildhauerei und arbeitete ab 1958 im Atelier des Bildhauers François Stahly in Paris-Meudon. 1963 unterrichtete er Zeichnen und Bildhauerei an der Arkansas Art School in Little Rock, drei Jahre später folgte ein längerer Aufenthalt an der Cité des Arts in Paris. 1967 traf er seine zukünftige Frau Annemarie Meyer (Mara) bei Sonia Delaunay in Paris. 1970 zog Bertschinger nach Cormérod im Kanton Freiburg, wo er ein Atelier einrichtete, das ihm bis zuletzt als Arbeitsort diente. Bertschinger studierte Kunstgeschichte an der Universität Freiburg und schloss 1977 mit einem Lizenziat ab.

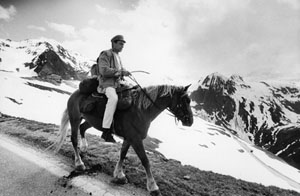
Hafis auf Stefan 1985

1977 begannen für Bertschinger die Jahre der Reisen: Er unternahm zunächst eine Studienreisen nach Ägypten, 1982 ritt er über 3000 km auf dem Oregon Trail, zwei Jahre später unternahm er auf einem Eselsrücken eine Atlasüberquerung, im Jahr darauf ritt er über 1500 km entlang der Schweizer Grenze. Zusammen mit Walter Tschopp bereiste Bertschinger 1985 die Flüsse Saane, Rhone, Madison River, Missouri und Mississippi River. Es folgten Reisen nach Japan auf dem Dragon Trail, von Kapstadt nach Nairobi, Neuseeland, Alaska, Dubai und nach Ras Al Khaimah in den Vereinigten Arabischen Emiraten, 2012 schliesslich reiste er für das Projekt Totenfeier nach Mexiko. All diese Reisen zur Suche nach dem «Ursprung der Dinge», den Urgewalten der einstigen Pangaea, haben in der Folge stilbeeinflussende Kunstwerke hervorgebracht.
Hafis starb am 22. Juli 2024 in der Schweiz, kurz vor seinem 91. Geburtstag.

## Werk

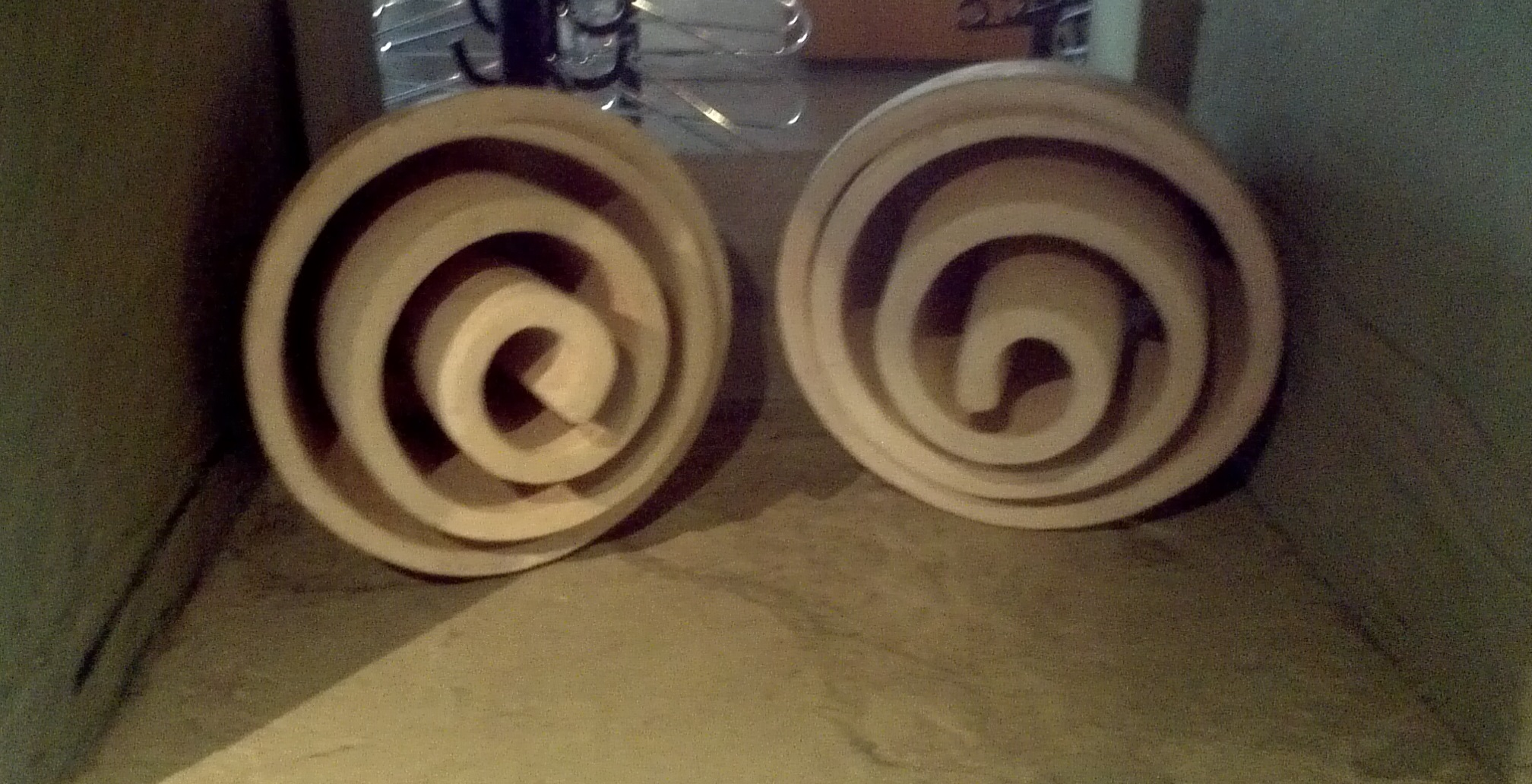
Hafis’ Spiralen

Bertschingers durchmischte Herkunft und Mehrsprachigkeit machten ihn empfänglich für globale Zusammenhänge und zum „Globetrotter“ zwischen den Kulturen. Insbesondere rund um die „Badewanne der Abendländischen Kultur“, dem Mittelmeer, nahm Bertschinger seine Anregungen und seine Energie auf, aber auch im südlichen Afrika, im mittleren und fernen Osten, in Nordamerika und in der Schweiz war er künstlerisch aktiv. Er war bestrebt, möglichst unter die Oberfläche zu schauen und sich «das Fremde anzueignen, als sei es ein Teil von ihm».

Bertschingers Arbeiten sind abstrakt. Besonders eindringlich sind seine Leporelli, eine Art Kalendarium, das mit einem Strich über das gesamte Werk durchgezeichnet ist, aber auch seine grossformatigen, bis zu 200 Meter langen Fahnen, die oft Monate zur Entstehung benötigen, weil sie je nach den Tageseindrücken des Künstlers unterschiedlich fortgeführt werden, an manchen Tagen nur wenige Zentimeter.

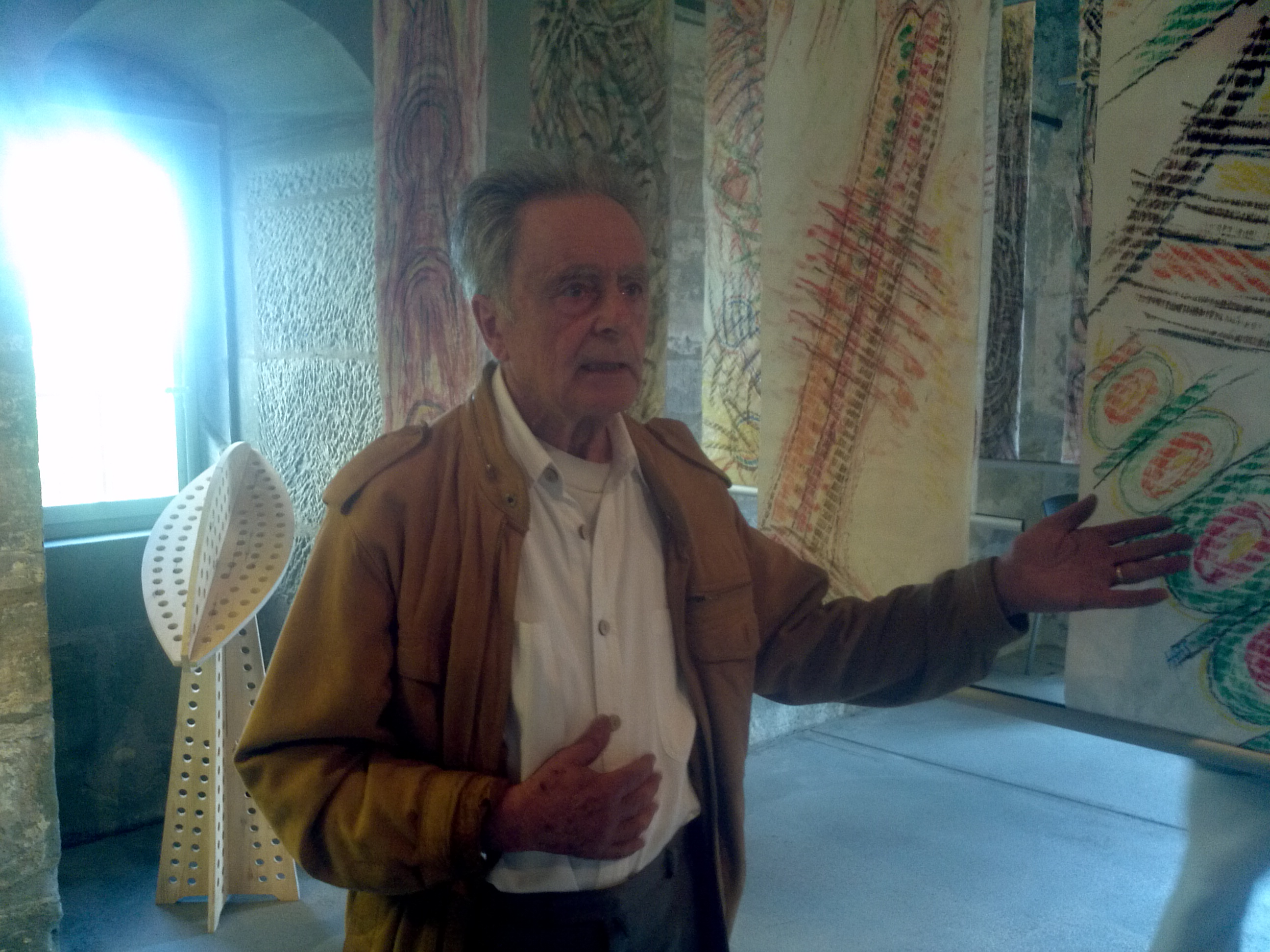
Hafis Bertschinger im Gutenberg-Museum Freiburg, Juli 2013

Sein Stil ist geprägt von der Dynamik des Gestus, einer Einfachheit der Formen, der Vergänglichkeit der Materialien und einer unerschöpflichen, spielerisch wirkenden Fantasie.

## Einzelausstellungen (Auswahl)
- 2022 Explosion Implosion,  Espace Culturelle Franco-Japonaise TENRI, Paris
- 2017 Pangea, Museum Murten, Murten
- 2014 Open Gates, Schweizer Botschaft, Tokyo
- 2013 Mit Hafis um die Welt, Gutenberg Museum, Freiburg
- 2010 Macht–Ohnmacht: Skulpturen und Installationen, Schloss Greyerz
- 2004: Hafis – l’artiste nomade, Musée d’Art et d’Histoire de Neuchâtel, Kanton Neuenburg
- 1996: Hafis Bertschinger – Pre-Dragon, October Gallery, London
- 1995: Texas Christian University, Fort Worth, Texas
- 1995: Dragon Installation, Hinoki Gallery, Tokio
- 1994: CERN, Meyrin, Genf
- 1990: Kean College Art Gallery, Newark, New Jersey
- 1988: Musée de l’Imprimerie, Lyon
- 1986: Galerie Planque, Lausanne
- 1983: Galerie Am Platz, Eglisau
- 1978: Galerie Im Rathausdurchgang, Winterthur
- 1973: Galerie des Amis des Arts, Neuchâtel, Kanton Neuenburg
- 1970: Galerie Claire Brambach, Basel
- 1969: Galerie Solstice, Paris
- 1968: Drian Gallery, London
- 1967: Galleria Citadella, Ascona
- 1966: Joslyn Art Museum, Omaha, Nebraska
- 1964: Little Rock Art Center, Little Rock, Arkansas

## Film
2018 kam der vom SRF produzierte Dokumentarfilm Hafis & Mara von Mano Khalil. Der überwiegend 2016 gedrehte Film porträtiert den gealterten Künstler, der sich die Frage stellt: «Wie beendet ein Mensch sein Leben?». Mit einer kaum kleineren Eindringlichkeit zeigt er auch seine Frau Mara, die ihm seine Kunst ermöglichte.

## Preise und Auszeichnungen
- 1964: Bildhauerpreis der Delta-Show
- 2013: Prix Fondation Bédikian